# Cristo fra i muratori
Cristo fra i muratori (Give Us This Day) è un film del 1949 diretto da Edward Dmytryk.
Il soggetto è tratto dal romanzo Christ in Concrete scritto dall'italoamericano Pietro Di Donato nel 1939.

## Trama
Anni venti, Stati Uniti. L'emigrato italiano Geremia cerca lavoro e fortuna; dopo una storia avuta con Kathleen, si sposa con la giovane e umile Annunziata, anche lei emigrata dall'Italia. I due hanno dei figli, ma non una dimora stabile, e tale condizione di semi-indigenza porta Annunziata a un invecchiamento precoce. Geremia allora per cercare soldi immediatamente si inserisce in un giro di lavori per cui viene pagato in nero come muratore nei cantieri edili, senza alcuna garanzia di sicurezza e diritti nei confronti dei muratori.
Accade che un giorno Geremia, divenuto capomastro in un cantiere, rimane ucciso in un incidente a causa del collasso di un muro; Annunziata riceve quindi l'indennizzo di vedovanza, e così, seppur senza il marito, potrà acquistare una casa dove crescere i figli.